# Проміжна печера
Проміжна печера (рос. Промежуточная) — карстова печера в Туркменістані, на гірському хребті Кугітангтау, південному продовженні Байсунтау, гірської системи Паміро-Алай. Печера комплексного (горизонтально-вертикального) типу простягання. Загальна протяжність — 1700 м. Глибина печери становить 100 м. Категорія складності проходження ходів печери — 2А.